# Alois Eliáš
Alois Eliáš (29 de setembro de 1890 – Praga, 19 de junho de 1942) foi um militar checoslovaco e primeiro-ministro do Protetorado da Boêmia e Morávia durante a Segunda Guerra Mundial.

## Biografia
Após a proclamação do protetorado, o presidente Emil Hácha pensou em substituir o governo da república. A popularidade de Eliáš, amigo do presidente Emil Hácha e que havia combatido na Legião Checoslovaca na França durante a Primeira Guerra Mundial, o tornou um candidato com apoio da opinião pública, a partir do ponto de vista do presidente. Em 27 de maio de 1939, foi indicado para o cargo. Eliáš aceitou, com a convicção de que poderia ajudar o país a partir de sua nova posição.
Durante seu governo, deu apoio encoberto a resistência checa.
A 27 de setembro de 1941, uma semana após o Obergruppenführer (Tenente-General) Reinhard Heydrich ser nomeado protector, Eliáš foi preso pelos alemães que utilizaram as provas que possuíam dos contatos entre o governo do Protetorado e o governo no exílio em Londres. Foi condenado à morte e executado pelos alemães após o assassinato de Heydrich em 27 de maio de 1942, como parte da ampla retaliação pela morte do Reichsprotektor.
Eliáš recebeu um funeral de Estado com todas as honras em 27 de maio de 2006 e foi sepultado no cemitério Vítkov de Praga.